# Rouhia
Rouhia (arabe : الروحية) est une ville du Nord-Ouest de la Tunisie, à 70 kilomètres au sud-ouest de Siliana et au sud du Kef.
Rattachée au gouvernorat de Siliana, elle constitue une municipalité comptant 4 307 habitants en 2004.
Le 18 mai 2011, la ville connaît des échanges de tirs entre les forces de sécurité tunisiennes et des individus armés qui portent des ceintures explosives, soupçonnés d'appartenir à Al-Qaïda au Maghreb islamique. Le bilan des affrontements est la mort d'un lieutenant-colonel et d'un soldat de l'armée tunisienne ainsi que des deux terroristes ; au moins deux civils sont blessés.